# Бергнер, Элизабет
Элизабет Бергнер (нем. Elisabeth Bergner, настоящая фамилия Эттель (нем. Ettel); 22 августа 1897[…], Дрогобыч, Цислейтания — 12 мая 1986[…], Лондон) — немецкая актриса театра и кино.

## Биография
Семейным врачом у родителей Элизабет Бергнер работал студент медицины Якоб Леви Морено, который и посоветовал девочке пойти в актрисы. Окончила драматический класс Венской консерватории. Первые сценические роли играла в Инсбруке, Цюрихе, Вене, позже уехала в Берлин, где получила известность после ролей в пьесах «Святая Иоанна» (1924) Джорджа Бернарда Шоу, «Фрейлейн Эльза» (1927) и «Ариана» (1931). Актриса разбила немало сердец. Среди её поклонников был скульптор Вильгельм Лембрук, покончивший с собой из-за своих чувств к ней. Страстный роман связал Бергнер с австрийским писателем Альбертом Эренштейном. В 1933 году вышла замуж за театрального режиссёра Поля Циннера и переехала в Лондон. Поль стал режиссёром почти всех её фильмов.
В 1935 году номинировалась на «Оскар» за роль в фильме «Никогда не покидай меня».
В 1979 году Бергнер получила Премию Эрнста Любича за фильм «Прогулка в Троицу» (Der Pfingstausflug).

## Фильмография
- 1979 — Der Pfingstausflug
- 1975 — Милосердие, оплаченное заранее
- 1973 — Пешеход / Der Fußgänger
- 1970 — Плач баньши / Cry of the Banshee
- 1970 — В золотые дни доброго короля Карла / In Good King Charles’s Golden Days
- 1970 – Михаил Строгов, курьер царя /Der Kurier des Zaren
- 1936 — Как вам это понравится / As You Like It
- 1935 — Никогда не покидай меня / Escape Me Never
- 1934 — Возвышение Екатерины Великой / The Rise of Catherine the Great — Екатерина II
- 1931 — Ариана / Ariane
- 1929 — Фрейлейн Эльза / Fräulein Else
- 1926 — Скрипач из Флоренции / Der Geiger von Florenz